# Saterland

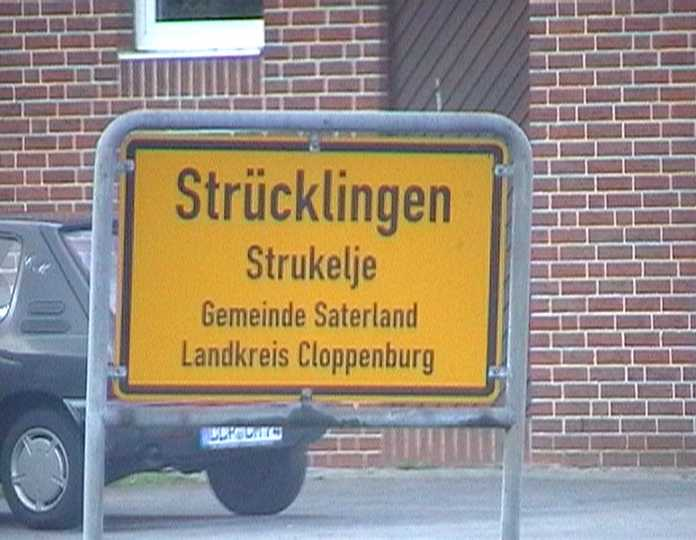
Biển chỉ đường ở Saterland song ngữ

Saterland (tiếng Frisia Saterland: Seelterlound) là một đô thị ở huyện Cloppenburg, tại bang Niedersachsen, nước Đức. Đô thị Saterland có diện tích 123,62 km². Đô thị này nằm giữa các thành phố Leer, Cloppenburg, và Oldenburg.
Saterland được lập ra năm 1974, khi các đô thị cũ Strücklingen (Strukelje in Saterland Frisian), Ramsloh (Roomelse), Sedelsberg (Seeidelsbierich) và Scharrel (Schäddel) được hợp nhất.

## Lịch sử
Thời Trung Cổ, Saterland là một khu vực nhiều cát dài khoảng 15 km và rộng 1–4 km được đồng lầy vây quanh. Nó trở thành nơi cư ngụ của người Frisia từ Đông Frisia. Bị cô lập, ngôn ngữ của người dân nơi đây phát triển thành tiếng Frisia Saterland, mà còn tồn tại đến nay. 